# Verbascum kiszacsense
Verbascum kiszacsense är en flenörtsväxtart som beskrevs av Kuptok. Verbascum kiszacsense ingår i släktet kungsljus, och familjen flenörtsväxter. Inga underarter finns listade i Catalogue of Life.